# Tipula yusouoides
Tipula yusouoides is een tweevleugelige uit de familie langpootmuggen (Tipulidae). De soort komt voor in het Palearctisch gebied.